# Сьефф, Жанлу
Жанлу Сьефф (30 ноября 1933, Париж — 20 сентября 2000, Париж) — французский фотограф.

## Биография
В 1953 году Жанлу Сьефф изучал литературу, журналистику и фотографию в школе фотографии Вожирар в Париже. Годом позже он изучал фотографию в Веве в Швейцарии. Обучался фотографии у Гертруды Фер. Он начал карьеру как свободный фотограф, работал для журнала Elle как фотожурналист и фотограф моды в 1955—1958 годах. В 1959 году работал в агентстве «Магнум», отправляя репортажи из Греции, Польши и Турции, затем до 1961 года был свободным фотографом, в том же году выиграв «Prix Niépce». С тех пор он стал фотографом моды, работая в США и Европе для многих значимых журналов, включая Harper’s Bazaar, Glamour, Esqueri, Look, Vogue и др.

## Творчество
Сьефф был также видным фотографом обнаженной натуры. Одним из его стилистических инструментов был широкий угол, придававший его обнаженным оттенок мечтательности, предполагая некоторое расстояние до обнаженных моделей, хотя зачастую они смотрели прямо в камеру. Сьефф менее известен своими пейзажными фотографиями. Чёрный дом — ранний пример этого жанра — фотография, сделанная объективом 28 мм, передающая драматический эффект и виртуозность, с которой Сьефф в черно-белом снимке отражает текстуру дерева и травы, а также силуэты, тени и купол неба.